# آرئوبیندوس داگالایفوس آرئوبیندوس

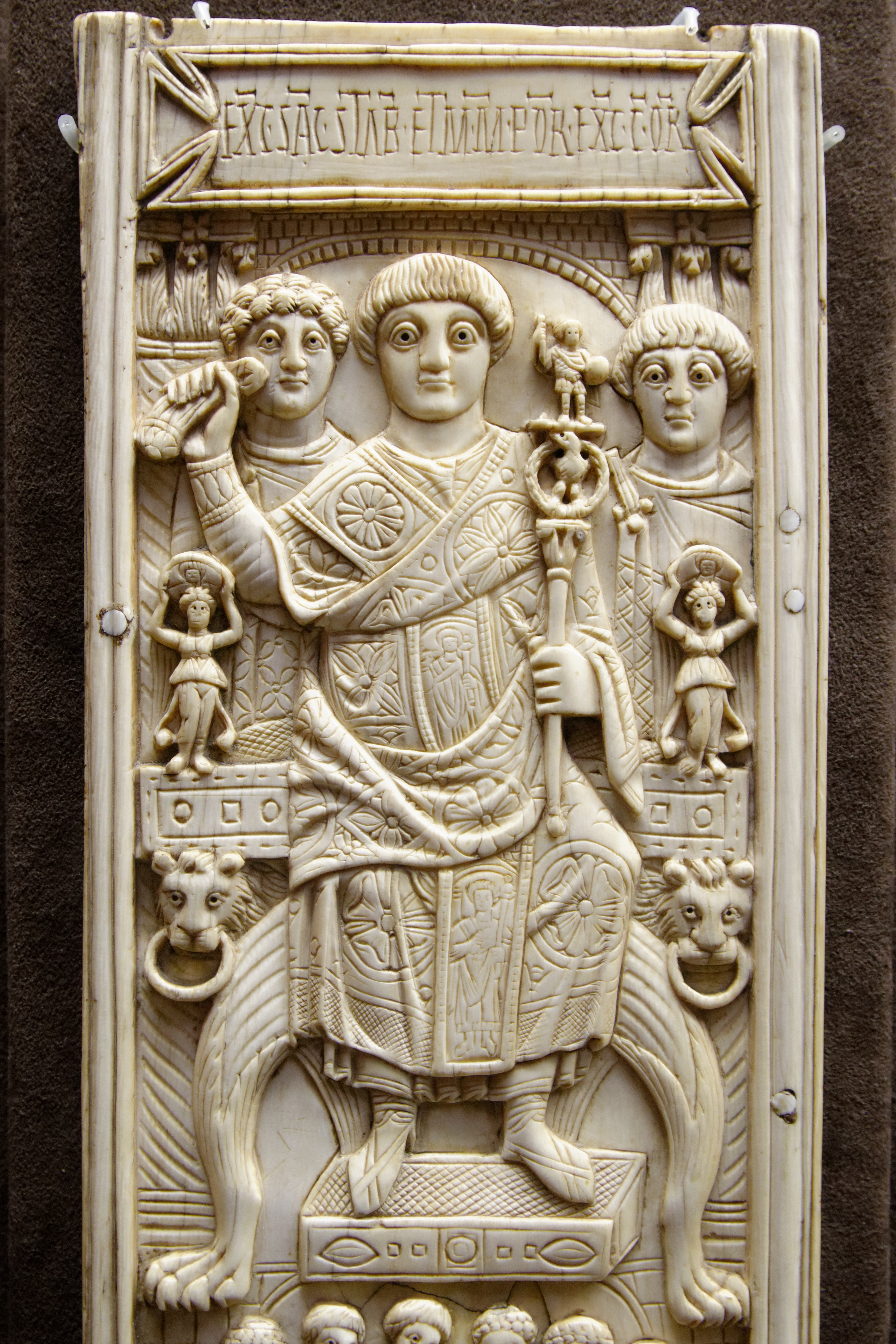
آرئوبیندوس در لباس کنسولی خود، از دیپتیک کنسولی عاج او.

فلاویوس آرئوبیندوس داگالایفوس آرئوبیندوس  ( زبان یونانی: Ἀρεόβινδος  ; ش. ۴۷۹–۵۱۲) یک ژنرال و سیاستمدار رومی شرقی بود. او که از نسل برجسته‌ای بود، در جنگ آناستازی ، سربازان را رهبری کرد و در سال ۵۰۶ نیز به عنوان کنسول خدمت کرد. او که در جریان یک شورش شهری در سال ۵۱۲ توسط اوباش به امپراتوری اعلام شد اما او مخفی شده بود و کمی پس از آن درگذشت. 

## ریشه و خانواده
آرئوبیندوس در خانواده‌ای بسیار متشخص به دنیا آمد که میراث رومی و بربر را ترکیب می‌کرد:  پدرش داگالایفوس ( ح. 430 - پس از ۴۶۱)، کنسول در ۴۶۱، که به نوبه خود پسر آرئوبیندوس ، کنسول در سال ۴۳۴، هر دو منشاء گوتیک بود. مادرش گودیستیا (متولد ح. 445 )، دختر اردبور ، سردار و کنسول در 447، و نوه آسپار ، سردار قدرتمند آلان و کنسول در ۴۳۴. 
اندکی پس از ۴۷۸، آرئوبیندوس با آنیسیا جولیانا (بعد از ۴۶۱ – ۵۲۷/۵۲۸)، دختر اولیبریوس امپراتور روم غربی ( حک. ۴۷۲– ) و همسرش پلاسیدیا . آنها با هم صاحب پسری به نام اولیبریوس ح. 480 – بعد از ۵۲۴/۵۲۷)، کنسول در ۴۹۱. یکی دیگر از نوادگان احتمالی داگالایفوس (شاید توسط یک همسر قبلی) است. 

## دوران کاری
در دوپیمانه‌های کنسولی‌اش ، از او به‌عنوان سمت اسب‌دار شاهنشاهی و به عنوان کنسول افتخاری یاد شده است.  با شروع جنگ آناستازیان ، او به عنوانمجیستر میلیتوم به همراه هیپاتیوس و پاتریسیوس به شرق فرستاده شد.  در ماه مه ۵۰۳ در رأس ۱۲۰۰۰ مرد، در قلعه دارا مستقر شد تا در دژ ایرانیان نصیبین و ارتش شاه قباد یکم مراقبت کند، در حالی که پاتریسیوس و هیپاتیوس، با اکثریت ارتش، آمد را محاصره کردند. در آنجا حمله لشکر ایرانی را که از سینگارا آمده بود دفع کرد و آنها را تا نصیبین هل داد.   با این حال، سرانجام وقتی ایرانیان از متحدان هپتالی و عرب خود کمک دریافت کردند، مجبور به عقب نشینی شد و به کنستانتیا و سپس به ادسا عقب نشینی کرد. او در سپتامبر در آنجا توسط قباد محاصره شد، اما شروع زمستان و نزدیک شدن نیروهای کمکی رومی، حاکم ایرانی را مجبور به عقب نشینی کرد.   در تابستان ۵۰۴ آرئوبیندوس یورش بزرگی را به آرزانین انجام داد، با مخالفت اندکی روبرو شد و پیش از بازگشت به آمد، زمین‌های وسیعی را با خاک یکسان کرد. با تثبیت مواضع روم و انتقال جنگ به قلمرو ایران، قباد با آتش‌بس موافقت کرد و خصومت‌ها در زمستان متوقف شد.   در سال ۵۰۵ او به قسطنطنیه فراخوانده شد، و در آنجا به او اعطا شد که در سال ۵۰۶ کنسولگری را با انودیوس مسالا به عنوان همکارش دریافت کرد. 
در سال ۵۱۲ در قسطنطنیه در دوران بازنشستگی زندگی می‌کرد. در آن زمان، حمایت آشکار از آموزه‌های میافیزیت توسط امپراتور آناستاسیوس باعث خشم شدید جمعیت عمدتاً مسیحی خلقیدونی شهر شده بود.  به گفته وقایع نگاران، در یک نقطه، مردم فریاد «آرئوبیندوس برای امپراتوری» را بلند کردند و به خانه همسرش، آنیسیا جولیانا، رفتند تا او را اعلام کنند. اما آرئوبیندوس که نمی‌خواست در غصب شرکت کند، از خانه فرار کرده و مخفی شده بود. هیچ چیز بیشتر از او معلوم نیست، اگرچه، به دلیل سنش، او باید مدتی پس از آن مرده باشد. 

## دیپتیک ها
پنج نمونه از دوپیمانه های کنسولی او باقی مانده است:  دو کامل و سه نیمه. این دو کامل در لوکا ( CIL XI، 8137 ) و زوریخ ( CIL سیزدهم، 5245 ); دو نیمه با نام فقط در پاریس و بزانسون واقع شده اند و نیمی دیگر با عناوین او در دیژون ( CIL ) حفظ شده است. ، نمونه های 0.3b، 0.3d و 0.3c). 